# Такако Тезука
Такако Тезука (јап. 手塚 貴子; 6. новембар 1970) бивша је јапанска фудбалерка.

## Репрезентација
За репрезентацију Јапана дебитовала је 1986. године. Са репрезентацијом Јапана наступала је на  Светском првенству (1991). За тај тим одиграла је 41 утакмица и постигла је 19 голова.

## Статистика
| Јапан  | Јапан | Јапан |
| Год.   | Ута.  | Гол.  |
| ------ | ----- | ----- |
| 1986   | 10    | 1     |
| 1987   | 4     | 0     |
| 1988   | 3     | 1     |
| 1989   | 9     | 6     |
| 1990   | 4     | 6     |
| 1991   | 11    | 5     |
| Укупно | 41    | 19    |